# Sale El Sol
Sale El Sol je sedmi studijski album kolumbijske kantautorice Shakire. Album je objavila 19. listopada 2010. diskografska kuća Epic Records. Album je debitirao na 7. poziciji Billboarda 200, također je debitirao na prvoj poziciji Billboardove top-ljestvice latinskoameričkih albuma i tamo ostao 12 tjedana. Album je prodan u preko 5,5 milijuna kopija.

## Promocija
Shakira je izvela nekoliko novih pjesama na nastupima, izvela je pjesmu "Gordita" na Rock in Rio.

## Singlovi
"Loca" bio je prvi i najavni singl za album, objavljen 1. rujna 2010. godine. Videospot za pjesmu snimljen je početkom kolovoza u Barceloni. Pjesma je snimljena na španjolskom i engleskom jeziku.
"Sale el Sol" je izdat kao drugi singl s albuma 4. siječnja 2011.
"Rabiosa" se treba izdati kao treći singl s albuma. Na engleskoj verziji gostuje Pitbull, a na španjolskoj El Cata.

## Pjesme s albuma
- "Sale el Sol"
- "Loca"  (feat. El Cata)
- "Antes de las Seis"
- "Addicted to You"
- "Lo Que Mas"
- "Mariposas"
- "Rabiosa" (španjolska inačica) (feat. El Cata)
- "Devoción"
- "Islands"
- "Tu Boca"
- "Waka Waka (Esto es Africa)"
- "Loca" (engleska inačica) (feat. Dizzee Rascal)
- "Rabiosa" (engleska inačica) (feat. Pitbull)
- "Waka Waka (This Time for Africa)"